# Cova de Macpelà
La Tomba dels Patriarques o cova de Macpelà és considerat com el centre religiós de la ciutat d'Hebron (al cor de l'antiga Judea) al sud-oest de Cisjordània. És un lloc venerat per les religions musulmana i jueva. En el Gènesi, capítol 23, la cova de Macpelà és un indret que Abraham va comprar als hitites per quatre-cents sicles d'argent per així poder-hi enterrar la seva dona Sara que havia mort a Quiriat-Arbà. Quan va morir Abraham, els seus fills Isaac i Ismael l'enterraren aquí amb les restes de la seva dona (Gènesi 25, 7-11). Per als musulmans, el lloc es coneix com la «mesquita d'Ibrahim». L'islam considera Abraham com un profeta que, segons l'Alcorà, construí la Kaaba de La Meca amb el seu fill Ismael. Quan la ciutat d'Hebron estava sota control de l'Imperi Otomà, els jueus no tenien dret a entrar a la tomba, encara que sí que podien resar a l'exterior. En l'època d'Herodes el Gran s'hi construí un monument. Després de la conquesta d'Hebron per Úmar, el monument fou reconvertit en mesquita. Durant les croades, els cristians el transformaren en església. L'any 1994, un colon israelià matà 39 palestins que resaven a la mesquita en el que seria coneguda com la Massacre de la Cova dels Patriarques.